# Etienneus africanus
Etienneus africanus är en spindeldjursart som beskrevs av Jacqueline Heurtault 1984. Etienneus africanus ingår i släktet Etienneus och familjen Thelyphonidae. Inga underarter finns listade i Catalogue of Life.